# Сибранд
Магистр Сибра́нд или Зибра́нд (нем. Sibrand) — основатель госпиталя в Акре, который должен был стать центром Тевтонского ордена. По этой причине его часто считают «первым Великим магистром» ордена. Однако, об ордене стало известно только в 1192 году, а духовно-рыцарским орденом он стал в 1198 году.
Происхождение Сибранда неизвестно, биографические сведения имеют урывочный характер. Известно, что Сибранд совершил путешествие в Утремер в 1188 году, участвуя в Третьем крестовом походе под начальством Адольфа III из Гольштейна. Упоминание о Сибранде как основателе этого госпиталя в Акре появляется в документе короля Ги де Лузиньяна, датированном сентябрём 1190 года. Полевой госпиталь предназначался для немецких войск во время осады Акры. Такой госпиталь был открыт торговцами из Бремена и Любека возле кладбища святого Николая; паруса служили укрытием. После завоевания Акры Ги подарил Сибранду дом в городе, армянский госпиталь, где немецкому госпиталю было предоставлено постоянное помещение.

## В культуре
Сибранд появляется в компьютерной игре Assassin's Creed как один из антагонистов. Ассасин Альтаир ибн Ла-Ахад убивает его в Акре (Акко) в 1191 году.